# André Lima
André Luiz Barretto Silva Lima, plus connu sous le nom de André Lima, est un footballeur brésilien né le 3 mai 1985 à Rio de Janeiro, au Brésil. Il joue au poste d'attaquant.

## Palmarès
- Avec São Paulo :
  - Champion du Brésil en 2008.